# František Jaroslav Rypáček
František Jaroslav Rypáček, pseudonymem též Prokop Hoděta, Světimír Smutenský a Jaroslav Tichý (7. října 1853 Hodětín – 30. května 1917 Brno) byl český středoškolský pedagog, literární historik, básník a spisovatel v oblasti moravské vlastivědy.
Svoji pedagogickou dráhu spojil s prvním českým gymnáziem v Brně (od roku 1878 až do roku 1917, vyjma léta působení v Třebíči) a gymnáziem třebíčským (v letech 1887–1896). Ve sporu o rukopisy stál na straně obhajovatelů jejich pravosti. Množství článků publikoval v Časopise Matice moravské, podepsán je i pod vydáváním Vlastivědy moravské. Vydal také celé znění třebíčských kronik od Eliáše Střelky Náchodského a Jana Suchenia Novobydžovského.´Napsal libreto k opeře Leoše Janáčka Počátek románu. 
Je pohřben na Ústředním hřbitově v Brně. 

## Dílo
- V bouři a klidu, 1884 (Jaroslav Tichý) – sbírka básní,
- Z našich dějin: obrazy a podobenství, 1895,
- František Palacký: na stoletou paměť narozenin Otce národa z uložení Matice moravské lidu našemu, 1898, Dostupné online
- Krátký rozhled po 25 letech (1889–1913) brněnské ročenky „Chudým dětem“, 1914.